# Muskauparken

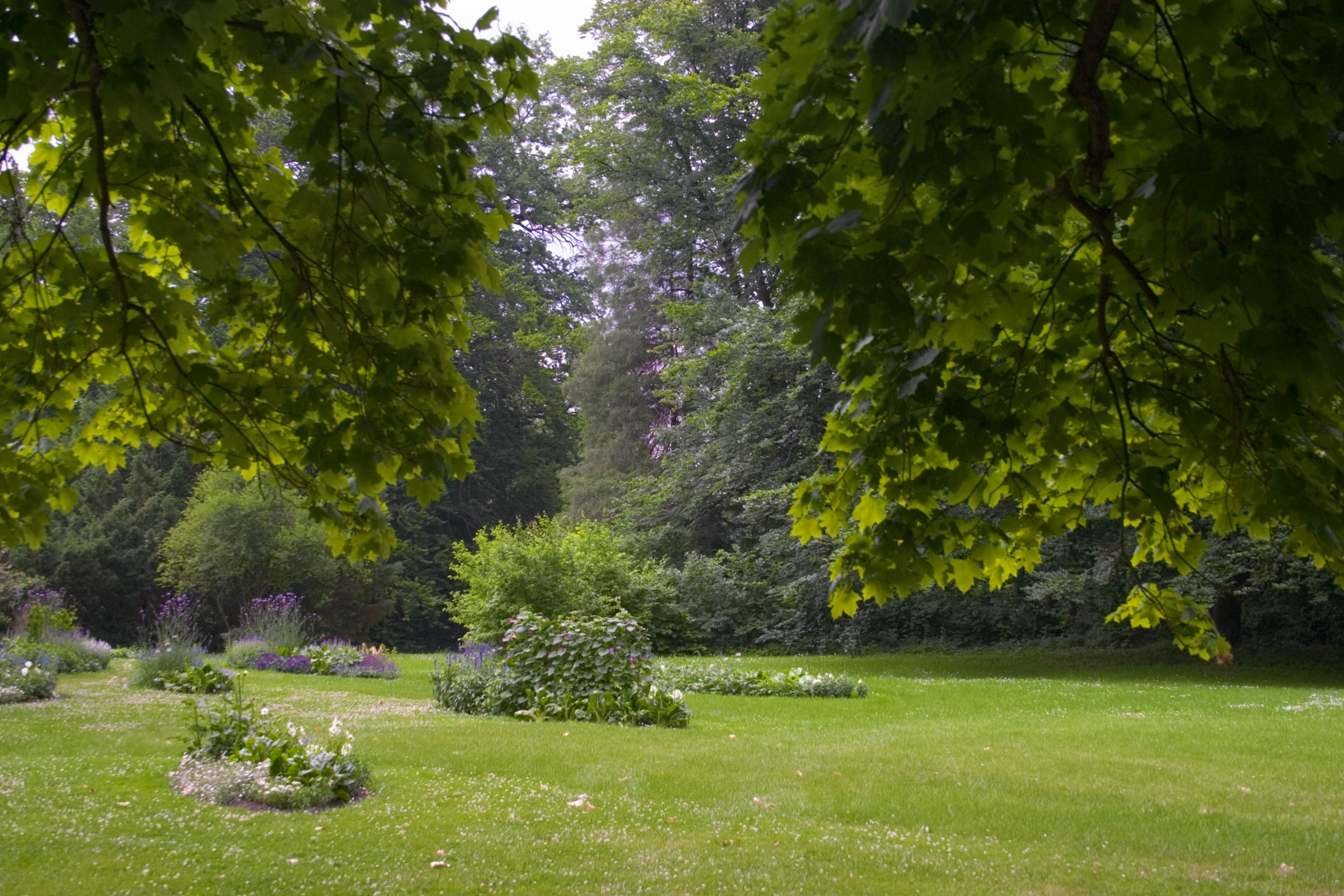

Muskauparken (i Polen kallad Park Mużakowski och i Tyskland kallad Fürst-Pückler-Park) är den största och mest berömda engelska parken i Polen och Tyskland. Den täcker en yta på omkring 5,45 km². Dess mitt ligger i den tyska staden Bad Muskau, men parken sträcker sig över gränsfloden Lausitzer Neisse och in i den polska staden Łęknica.

## Historia
Parkens grundare var furst Hermann von Pückler-Muskau (1785-1871), godsherre på Bad Muskaus slott. Efter omfattande studier i England, beställda han och lade ut gränserna för en landskapspark. Arbetet pågick fram till 1845, och fortsattes senare av den kända landskapsarkitekten Eduard Petzold.
Vid sidan av parken, är området känt för Muskaus slott (både gamla och nya), och ett orangeri samt flera byggnader i klassicistisk stil. Sedan andra världskrigets slut 1945, ligger parken på gränsen mellan Polen och Tyskland, med två tredjedelar på den polska sidan. 2 juli 2004 blev parken ett världsarv.

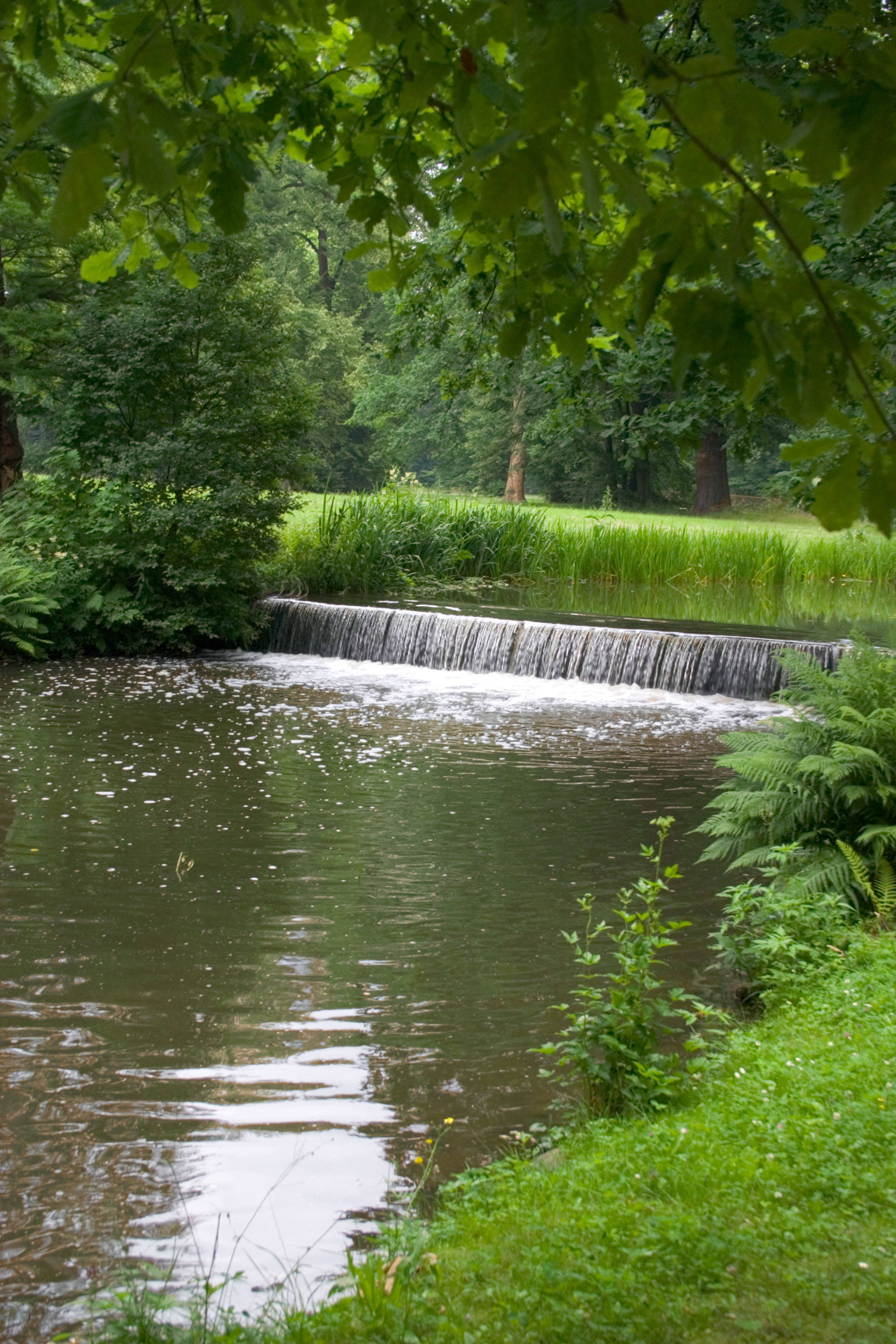
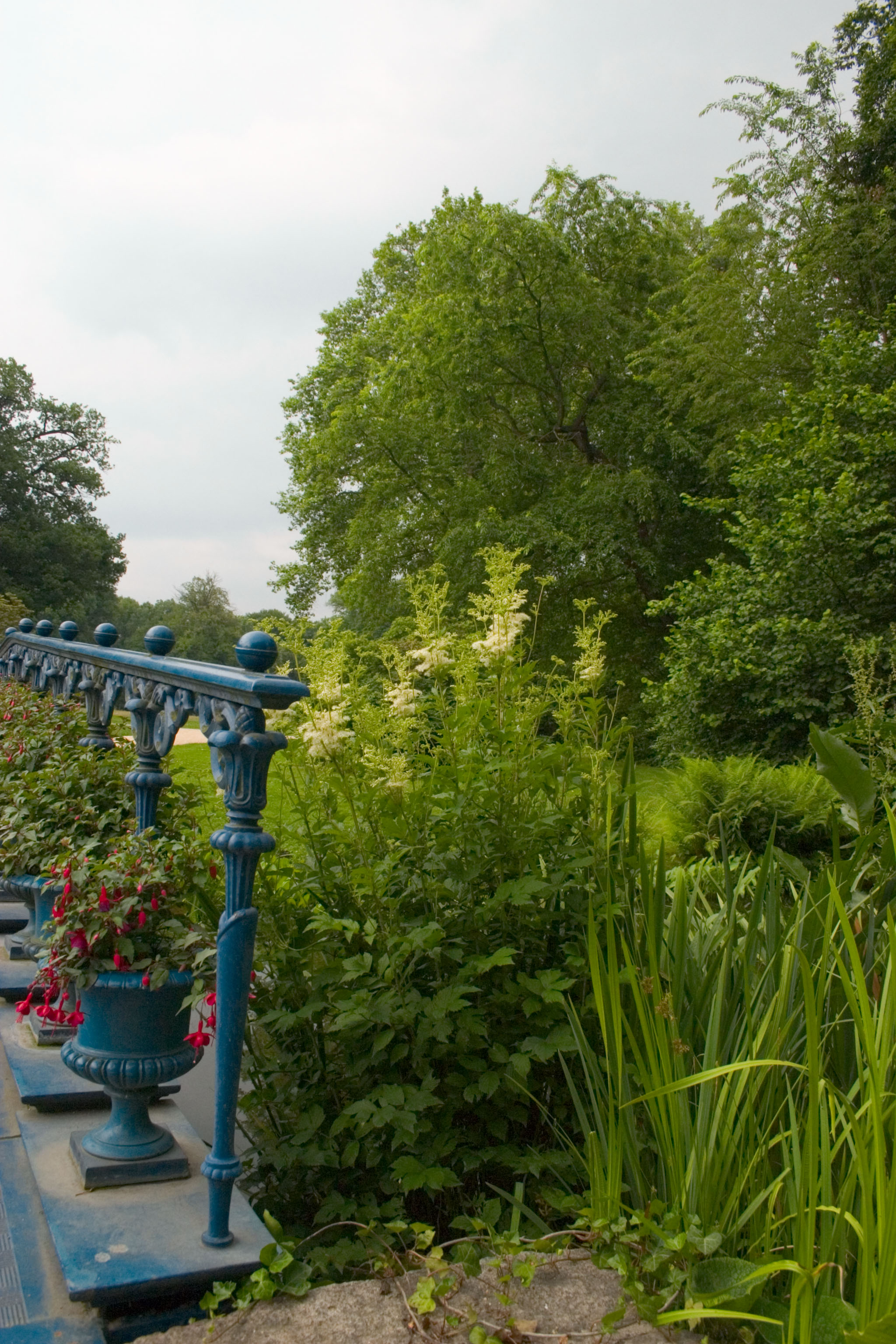
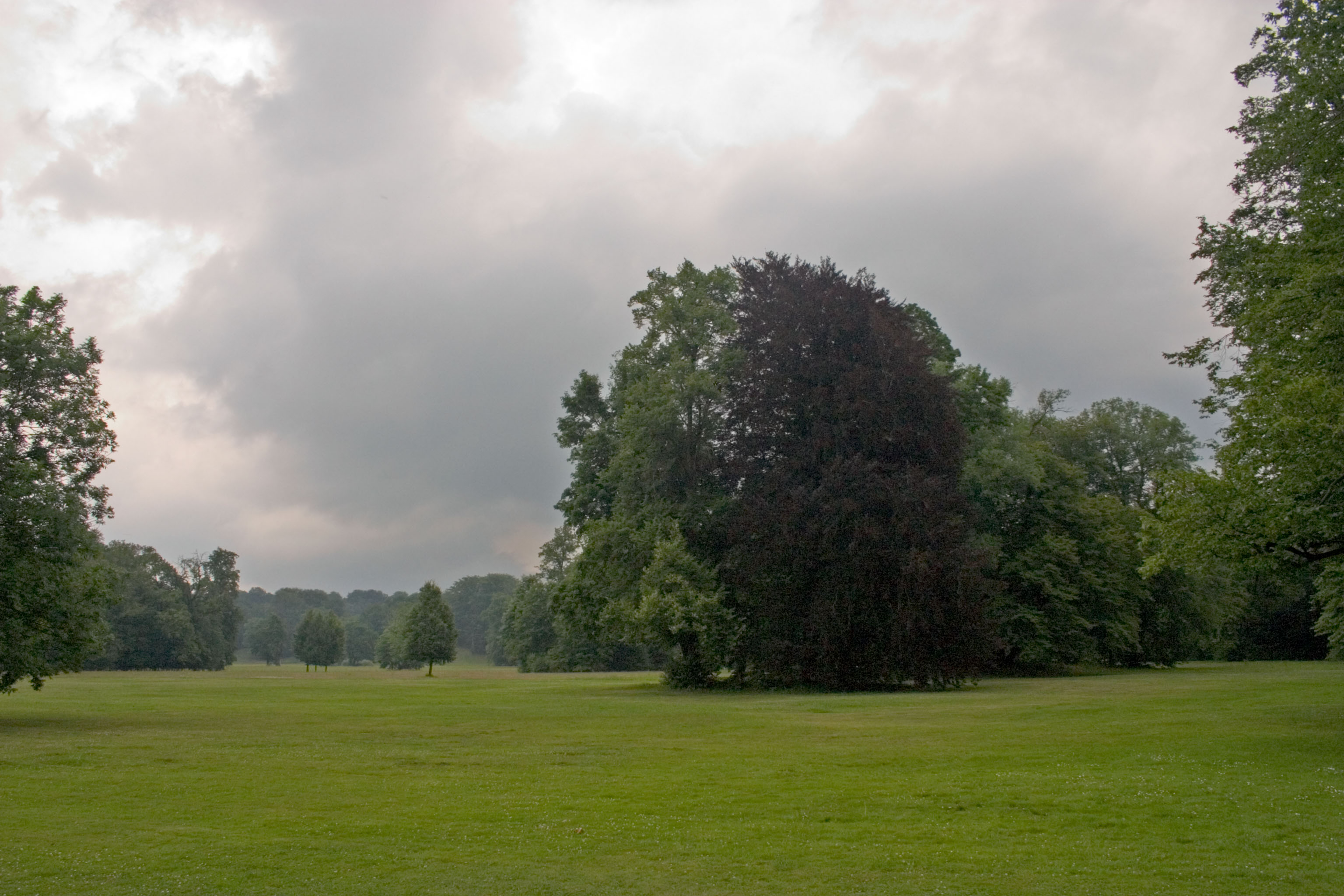
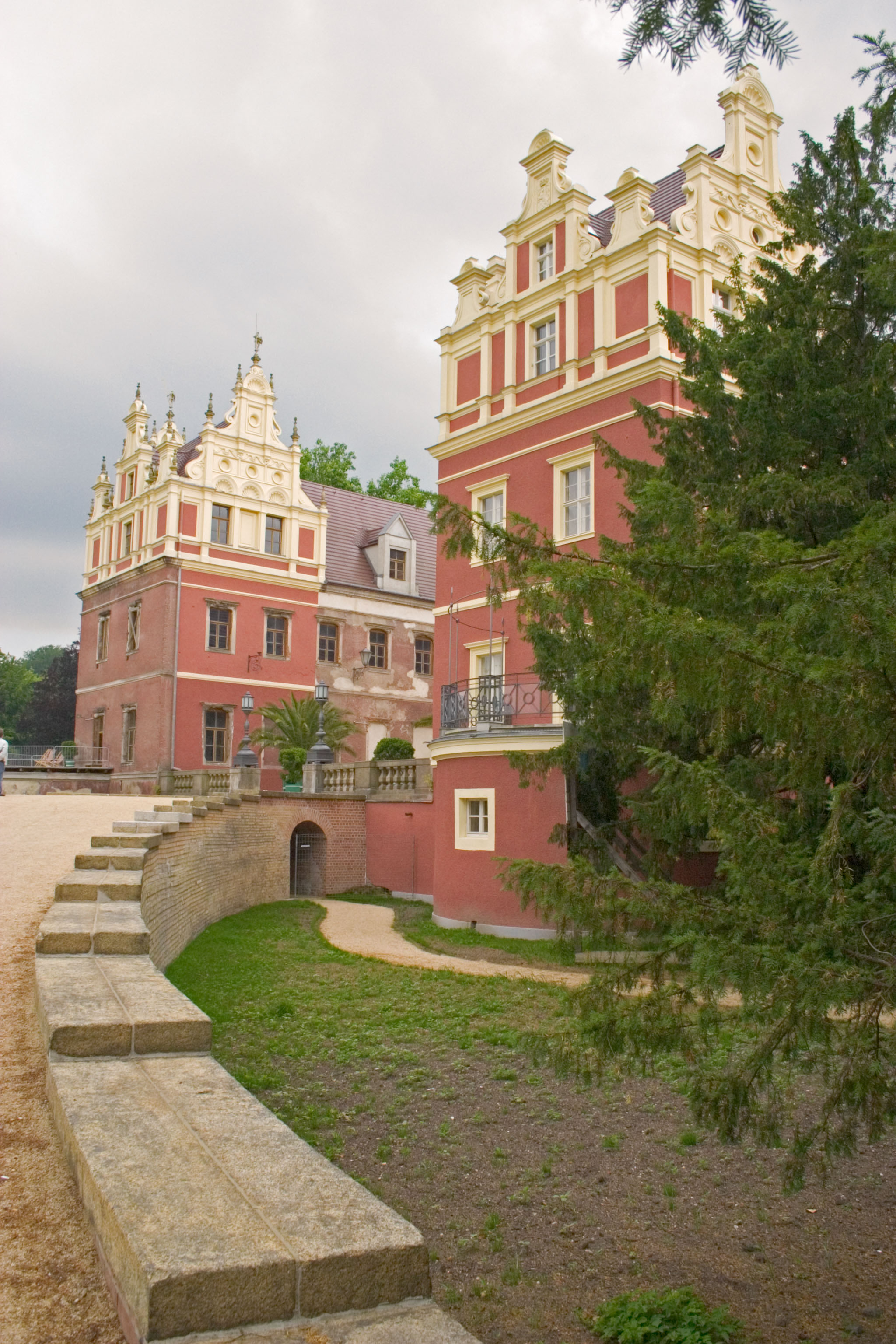